# رم علاءالدین
رم علاءالدین (انگلیسی: Rum Aladdin) شرکت تولید صنعتی اردنی است، که در سال ۲۰۰۲ تأسیس شد.